# Comuna Kucereavovolodîmîrivka, Ceaplînka
Kucereavovolodîmîrivka (în ucraineană Кучерявоволодимирівка) este o comună în raionul Ceaplînka, regiunea Herson, Ucraina, formată din satele Kucereavovolodîmîrivka (reședința) și Kudreave.

## Demografie
Componența lingvistică a comunei Kucereavovolodîmîrivka
     Ucraineană (95,27%)
     Română (3,16%)
     Rusă (1,33%)
     Alte limbi (0,24%)
Conform recensământului din 2001, majoritatea populației comunei Kucereavovolodîmîrivka era vorbitoare de ucraineană (95,27%), existând în minoritate și vorbitori de română (3,16%) și rusă (1,33%).